# 孔雀座τ
孔雀座τ，又名CP-69 2962，HD 179009、SAO 254508、HR 7274，是孔雀座的一颗恒星，视星等为6.27，位于銀經326.38，銀緯-27.43，其B1900.0坐标为赤經19h 5m 44.7s，赤緯-69° -27.43′ 36″。